# Македонски женски съюз
Македонският женски съюз е сборна организация на дружества на жените имигрантки от областта Македония, установили се в България, съществувала от 1926 до 1934 година.

## История
По предложение на Щипското благотворително братство през 1926 година Съюзът на македонските емигрантски организации слага началото на Македонския женски съюз. Целта на дружеството е да обедини всички съществуващи до момента културно-просветни и благотворителни организации на македонските българки и да поддържа във всяка една от тях „съзнанието за достойно изпълнение задълженията ѝ в семейството и обществото като майка, съпруга и гражданка“.
Още със създаването си в 1926 година Македонският женски съюз се присъединява към българската секция на Международната женска лига за мир и свобода с председателка Екатерина Каравелова. Сред основателките на Македонския женски съюз са Люба Томова, Славка Костова, Люба Грашева, Мария Иванова, Цветана Лазарова, Вангелия Александрова, Елена Д. Ачкова (председателка), Стефана Христова, Райна Дрангова. На учредителния конгрес на организацията Д. Холиолчева е избрана за председателка, Райна Дрангова и Р. Матова са избрани за подпредседателки, М. Антонова и М. Крапчева са секретарки, а Ел. Томалевска е касиерка. Съветнички са Донка Стършенова, Е. Бичева, С. Христова и Л. Иванова.
Сред първите поставени задачи на Съюза е довършването на новата сграда на сиропиталище „Битоля“, като парите са събрани от дейци на ВМРО, СМЕО, ЦК на МПО и Македонското женско благотворително дружество в София. Още от други женски дружества и от множество настоятелства на български църкви в града. Така същата година сиропиталището отваря врати на новата сграда.
Организацията е в близки отношения с Вътрешната македонска революционна организация до забраната на организациите след Деветнадесетомайския преврат от 1934 година. Ръководен орган е конгресът, който се свиква всяка година, а съюзът се управлява от Управително тяло с делегиран представител на Македонския национален комитет. На I конгрес в 1927 година е приет Устав на организацията, в който целта на организацията е определена като запазване на българското народно чувство и поддържане на македонските традиции и обичаи. Подраздел на организацията е Съюзът на македонските девойки.
Съюзът създава свои клонове и дружества в България и зад граница. В 1928 година има 45 дружества и 4500 членки, а през 1933 година – 51 дружества и около 6000 членки. Сред дейността на съюза са откриването на трапезарии за бедни деца, устройване на изложби в България и Западна Европа, книгоиздаване, фолклорни мероприятия, детска просвета и други културно-просветни активности. В 1933 година съюзът изпраща делегати на Великия македонски събор в Горна Джумая.
Съюзът е възглавен първоначално от Олга Радева, съпруга на Александър Радев. Активистки на Македонския женски съюз са Константина Александрова, сестра на Тодор Александров, Райна Дрангова, Зора Лазарова, Вела Панова, Вела Карайовова, Елена Томалевска, Евгения Александрова, Славка Джерова, Злата Сарафова, Донка Захариева, Елена Настева, Елена Димчева, Тана Цветкова. Константина Александрова и Вела Карайовова са сред подписалите „Позива към македонската емиграция в България“ по време на Великия македонски събор.
Македонският женски съюз издава некролози и организира панихиди в чест на починали видни жени от революционното дело като Донка Ушлинова и Мара Бунева. Съюзът е разтурен в 1934 година от деветнадесетомайското правителство, но някои дружества продължават да функционират до 1951 година.
В 1940 година председателката на МЖС доктор Злата Сарафова подписва обща декларация за присъединяването на целокупна и обединена Македония в границите на България.
Отделни женски македонски дружества функционират и до 1944 година, но след 1947 година са окончателно закрити.